# Pierina Belli
(Mons. Mario Zanchin, vescovo di Fidenza in giorno del funerale di Pierina Belli.)
Pierina Belli (Castelvetro Piacentino, 27 novembre 1883 – Castelvetro Piacentino, 13 giugno 1977) è stata un'attivista italiana di cui è stato introdotto il processo di beatificazione.

## Biografia
Nasce a Croce Santo Spirito di Castelvetro Piacentino (PC) da Alessandro, notaio ed ex garibaldino, e da Clementina Croci. Giovanissima prestò attenzione ai diversi movimenti sociali che sorgevano in un'Italia ancora impegnata a conseguire l'unità nazionale da poco conquistata.
Si interessò presto di un movimento femminile cattolico che, sorto a Roma per opera della principessa Cristina Giustiniani Bandini, andava estendendosi in alcune sittà dell'Italia settentrionale: l'«Unione fra le donne cattoliche d'Italia».
Nel 1908 con la visita di Donna Cristina Giustiniani Bandini alla parrocchia di Croce Santo Spirito, invitata ed ospitata da Pierina Belli, con l'approvazione dell'allora parroco Monsignor Alessandro Fava, nasce il «Comitato dell'unione fra le donne di Croce santo Spirito». Con la direzione del comitato da parte di Pierina Belli inizia a compiersi il programma che vede la collaborazione delle donne con il parroco per l'insegnamento del catechismo ai bambini e agli adolescenti, la partecipazione delle donne alla vita della parrocchia ed alle celebrazioni liturgiche, la nascita di una «Scuola di canto sacro» diretta da Pierina Belli stessa.
Nel 1911 il nuovo parroco don Giovanni Allegri fonda l'Asilo Infantile e la Scuola di cucito per le giovani che dovevano lasciare la scuola dopo la terza elementare poiché non vi erano, in paese, le classi superiori. Pierina Belli, coadiuvata più tardi da un'insegnante elementare, Adele Meneghetti, promuove la Scuola serale per preparare alcune giovani alla partecipazione ad un bando di concorso per impiegate indetto nella vicina città di Cremona.
Durante la prima guerra mondiale la Belli fonda l'«Ufficio notizie per i militari e le loro famiglie» e s'impegna nella raccolta di mezzi ed indumenti per i militari al fronte. In quel periodo continua ad occuparsi dell'Unione Donne prestandosi alla fondazione di nuovi Comitati nei principali centri della Diocesi: Fidenza, Busseto, Monticelli d'Ongina.
Nel settembre 1917 partecipa a Roma come dirigente diocesana di Fidenza alla «Settimana sociale» promossa dal cardinale Giulio Serafini che si tiene presso il Collegio di Trinità dei Monti. Nell'occasione la Belli ha l'opportunità di conoscere il lavoro che i cattolici organizzati andavano facendo in diverse città e avvicina dirigenti nazionali e diocesani delle varie Associazioni cattoliche sorte in quegli anni. In particolare conosce Armida Barelli di Milano e fra le due donne si stabilisce una grande intesa fraterna che porta poi ad una vera amicizia. In quella settimana probabilmente maturò la sua vocazione: l'apostolato laico.
Nell'ottobre 1917, con la disfatta di Caporetto migliaia di profughi, vecchi, donne e bambini, dal Veneto vengono ospitati in zone dell'interno ed anche a Castelvetro Piacentino e nelle frazioni. Si forma un Comitato profughi, di cui Pierina Belli viene nominata segretaria, che si cura dell'assistenza di quelle persone per tutto il tempo che rimasero in zona. L'Ufficio notizie per i militari e le loro famiglie allarga la opera in favore dei prigionieri e provvede alla ricerca di informazioni sui dispersi in guerra.
In quest'opera di ricerca Pierina Belli conosce Padre Enrico Mauri che aveva fondato a Sestri Levante l'Opera della Madonnina del Grappa che si occupava dell'assistenza alle madri e vedove di guerra. Ne fonda un Comitato a Castelvetro Piacentino e ne diviene segretaria per tutta la durata delle due guerre mondiali, curandosi dell'assistenza alle famiglie dei caduti.

Pierina Belli in una foto giovanile

Nel corso del 1918 nasce anche a Fidenza l'associazione diocesana della Gioventù Femminile, fondata da Pierina Belli contemporaneamente all'associazione milanese, fondata dall'amica Armida Barelli. Terminata la guerra Papa Benedetto XV chiede alla Barelli di estendere l'associazione in tutta Italia e Pierina è una delle più assidue attiviste. Il periodo 1919-1924 è per lei un tempo di intensa attività apostolica, le sono affidate alcune diocesi delle regioni del sud Italia, della Sardegna e della Sicilia.
Apprezzata per la sua opera di apostolato da vescovi e cardinali, le viene riconosciuta la benemerenza dal vescovo di Fidenza monsignor Mario Vianello che le fa ottenere, da parte del pontefice Pio XI, la decorazione della Croce pro Ecclesia et Pontifice. Dopo la firma del Concordato tra lo Stato Italiano e la Santa Sede la Belli viene nominata Presidente diocesana della Gioventù Femminile di Fidenza.
All'inizio del secondo conflitto mondiale Pierina Belli rimette in funzione l'«Ufficio notizie per i militari e le loro famiglie» e durante tutto il periodo bellico, ed oltre, l'attività della Belli è soprattutto di ordine caritativo ed assistenziale. Nel 1962 la sua opera viene riconosciuta anche dall'Associazione Nazionale Famiglie Caduti e Dispersi in Guerra che la decora della Medaglia d'oro.
Nel dopoguerra è sempre impegnata socialmente, partecipa alla vita della propria diocesi e segue i programmi dell'U.D.A.C.I. e successivamente dell'Azione Cattolica Italiana, rimanendone presidente diocesana fino a quando le forze glielo permettono.
Muore nella sua casa il 13 giugno 1977.

## Culto
Il 4 marzo 2007 con solenne apertura nella Cattedrale di Fidenza il Vescovo S.E. Mons. Maurizio Galli avvia il processo di canonizzazione.